# NH Media
NH Media (hangul: 앤에이취미디어) är ett sydkoreanskt skivbolag och en talangagentur bildad år 1998 av Kim Nam-hee.

## Artister

### Nuvarande
|               |
| Im Chang-jung |

|              |
| Kim Jong-seo |

|                           |
| Laboum (med Nega Network) |

|        |
| U-KISS |